# Impollinazione
L'impollinazione è il trasporto dei granelli di polline dalla parte maschile a quella femminile dell'apparato riproduttivo delle piante che producono semi (Spermatofite). Il polline è contenuto nelle sacche polliniche dei coni delle Gimnosperme o negli stami dei fiori delle Angiosperme. L'impollinazione consente la successiva gamia (unione di gameti maschili e femminili) e la produzione dei semi. Gli agenti impollinatori sono gli animali (es. insetti, uccelli, rettili, pipistrelli e altri piccoli mammiferi), l'acqua, il vento e persino le piante stesse (quando avviene l'autoimpollinazione).

## Meccanismi dell'impollinazione

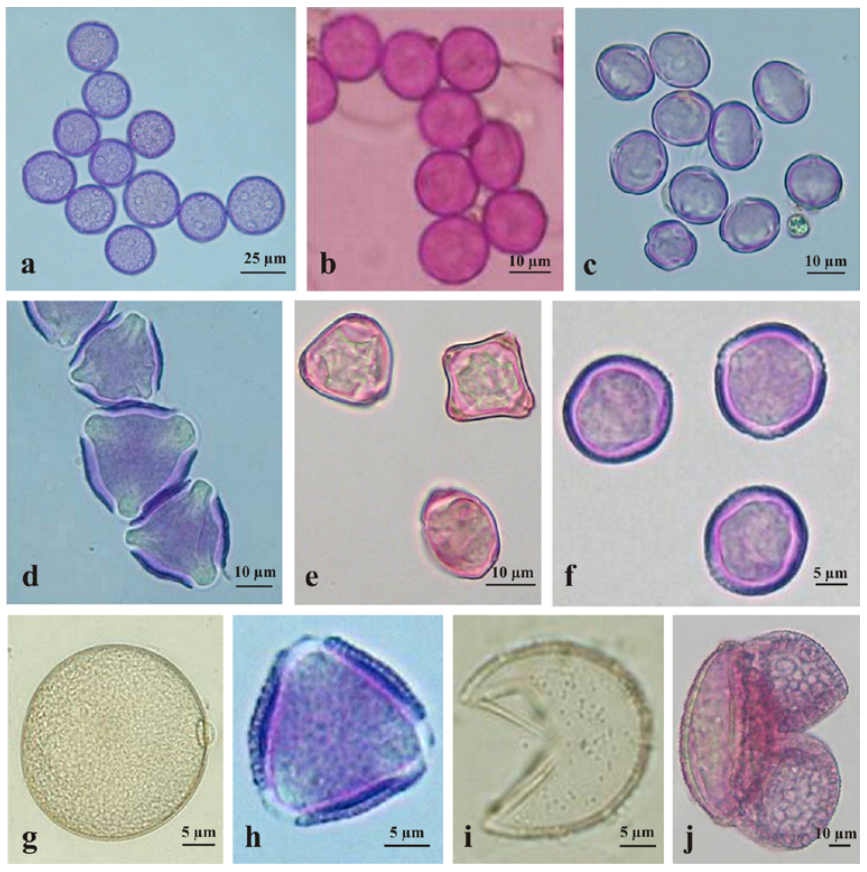
Diversi granuli pollinici aerodispersi in sud Europa. a) Plantago sp. b) Urticaceae (Paretaria sp.). c) Castanea sp. d) Quercus sp. e) Myrtaceae (Callistemon sp.). f) Platanus sp. g) Poaceae. h) Oleaceae. i) Cupressus sp. j) Pinaceae (Pinus sp.).

La germinazione del polline ha tre fasi: idratazione, attivazione ed estensione del tubetto pollinico. Il polline è fortemente disidratato in modo che la sua massa si riduca, permettendogli di essere trasportato più facilmente da un fiore all'altro. 
La germinazione avviene solo dopo la reidratazione, impedendo che la germinazione avvenga nell'antera. L'idratazione consente alla membrana plasmatica del granulo pollinico di riformarsi nella sua normale organizzazione a doppio strato fornendo un'efficace membrana osmotica. L'attivazione del polline comporta a livello cellulare anche lo sviluppo di filamenti di actina in tutto il citoplasma della cellula, che alla fine si concentrano nel punto da cui emergerà il tubo pollinico. L'idratazione e l'attivazione continuano fino a che il tubetto pollinico inizia ad allungarsi.
Esistono due tipi principali di impollinazione:
- l'autoimpollinazione o autogamia, si verifica quando il polline passa direttamente dall'antera di un fiore allo stigma dello stesso fiore (autogamia) o di fiori dello stesso individuo (geitonogamia). Le piante che praticano questo tipo di impollinazione sono dette autogame. Si pensa che si sia evoluta in condizioni in cui gli impollinatori non erano vettori affidabili per il trasporto del polline, e oggi si osserva più spesso in specie annuali di breve durata e in piante pioniere.
- l'impollinazione incrociata o allogamia, si verifica quando il polline viene trasportato dall'antera di un fiore allo stigma del fiore di un individuo differente della stessa specie. Le piante che praticano questo tipo di impollinazione sono dette allogame. Le piante adattate per l'impollinazione incrociata hanno diversi meccanismi per prevenire l'autoimpollinazione; gli organi riproduttivi possono essere disposti in modo tale da rendere improbabile l'autofecondazione, oppure gli stami e i carpelli possono maturare in tempi diversi.

### Autoimpollinazione

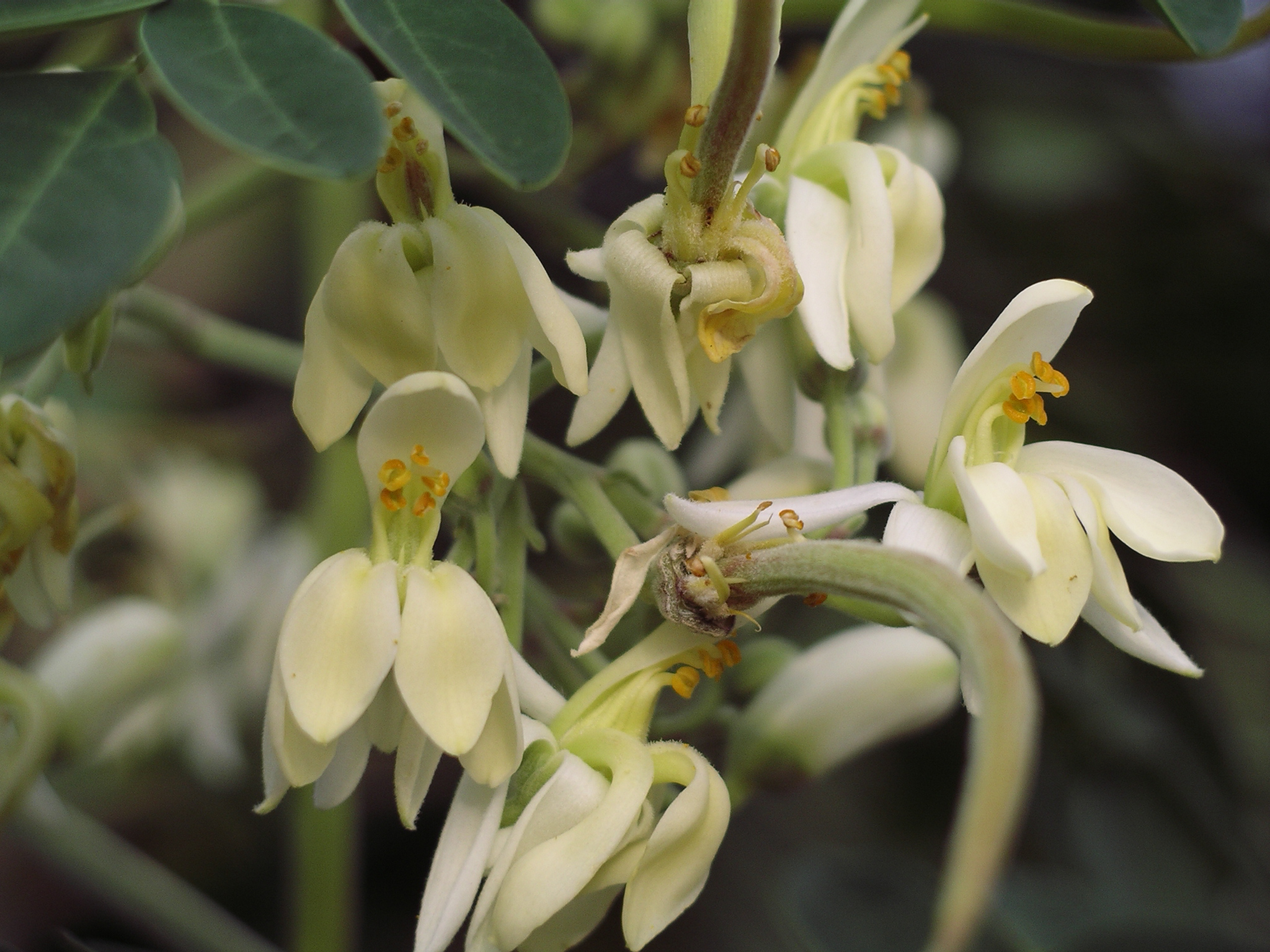
Fiori di Moringa oleifera. Si notino gli stami piegati sopra lo stimma.

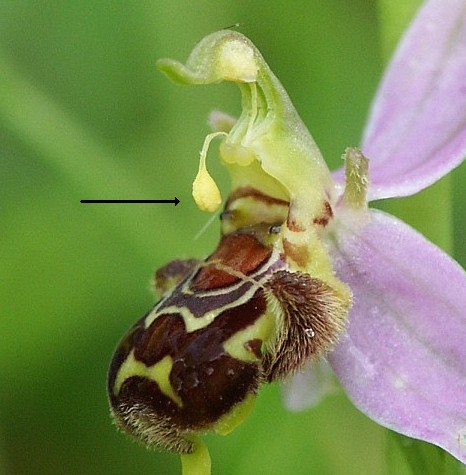
Autoimpollinazione in Ophrys apifera.
La freccia indica un pollinio ripiegato sullo stigma.

L'autoimpollinazione è il processo nel quale il polline cade dalle antere sugli stimmi dello stesso fiore o di fiori dello stesso individuo. È possibile solo nei fiori ermafroditi, ma è spesso impedita da barriere fisiche o chimiche.  L'autogamia dà la sicurezza di avere una nuova generazione (ed è quindi frequente in ambiti geografici isolati come le isole),  rende la pianta indipendente dai vettori dell’impollinazione ma porta inevitabilmente ad un aumento dell’omozigosi.
Nella maggior parte dei casi esistono adattamenti per evitare l'autoimpollinazione, meno vantaggiosa dell'impollinazione incrociata che favorisce la comparsa di nuove combinazioni genetiche. È frequente nelle piante annue a vita breve ed è addirittura obbligata nelle specie cleistogame (piante con fiori che non si schiudono). Le angiosperme in particolare hanno evoluto particolari meccanismi per evitare l'autoimpollinazione.
Uno di questi è la produzione di fiori unisessuati su individui di sesso diverso (specie dioiche). Nelle specie con fiori ermafroditi e in quelle monoiche sono noti altri meccanismi. Uno dei più frequenti è la maturazione del gineceo e dell'androceo in tempi diversi: fenomeni definiti rispettivamente proteroginìa (se matura prima il gineceo) e proterandrìa (se matura prima l'androceo).
Un altro meccanismo è l'autoincompatibilità, cioè l'impossibilità per una pianta bisessuale di produrre zigoti con il suo stesso polline. L'autoincompatibilità è geneticamente controllata in molte specie da alleli multipli di un gene chiamato S. Si riconosce sia l'autoincompatibilità gametofitica sia l'autoincompatibilità sporofitica.
La geitonogamia si riscontra quando il polline dell'antera di un fiore è trasportato sullo stimma di un altro fiore della stessa pianta, che viene perciò definita autofertile.

#### Impollinazione incrociata
Nell'impollinazione incrociata il polline di una pianta è trasportato sullo stigma di un fiore di un altro individuo della stessa specie o più raramente di specie diverse originando ibridi. L'impollinazione incrociata è favorita da:
- separazione dei sessi
- maturazione differenziata degli organi sessuali e nei fiori ermafroditi per:
  - proterandria; maturazione dei gameti maschili prima di quelli femminili
  - proteroginia; maturazione dei gameti femminili prima di quelli maschili
- strutture organiche che impediscono al polline di un fiore di raggiungere lo stigma dello stesso fiore
- autosterilità o autoincompatibilità; il polline non può germinare sullo stigma dello stesso individuo e se germina non feconda gli ovuli. Questo assicura un miglior rimescolamento genetico, determinando la formazione di nuove linee in una specie.

## Metodi di impollinazione
Il trasporto del polline può essere attuato da diversi vettori sia biotici che abiotici.  L'impollinazione biotica si basa su impollinatori viventi che spostano il polline da un fiore all'altro. L'impollinazione abiotica si basa su vento o acqua. L'impollinazione abiotica domina nelle gimnosperme mentre circa l'80% delle angiosperme si basa sull'impollinazione biotica.

### Vettori abiotici
L'impollinazione abiotica utilizzando metodi non viventi consente alla pianta di spendere energia direttamente sul polline piuttosto che nell'attirare gli impollinatori con fiori colorati o odorosi e nettare. L'impollinazione anemogama (da parte del vento) è la tipologia più comune di impollinazione abiotica.
- vento (impollinazione anemogama o anemofila)
- acqua (impollinazione idrogama o idrofila)
- pioggia

#### Impollinazione anemogama

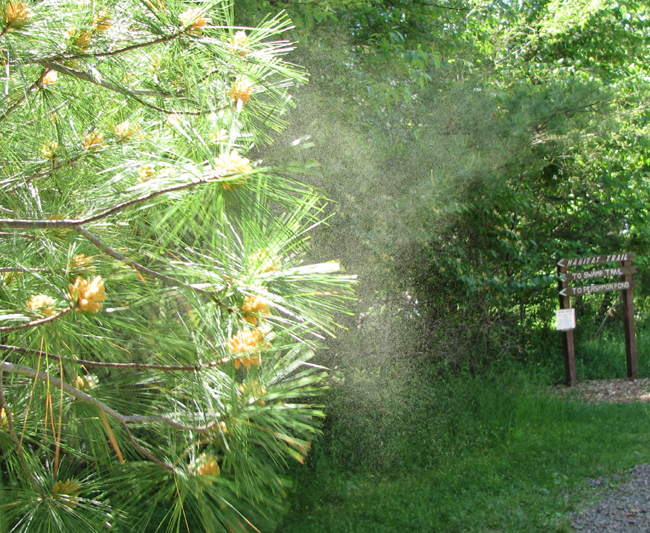
L'impollinazione anemogama è comune tra le Gimnosperme.

L'impollinazione anemogama o anemofila è un tipo di impollinazione abiotica che utilizza come mezzo di dispersione il vento. Non essendoci l'intervento di animali, le piante anemofile non producono nettare o comunque non presentano adattamenti per attirare i pronubi. Questo metodo di dispersione, comune tra le gimnosperme e presente anche tra le angiosperme, è considerato primitivo in quanto il vento non garantisce assolutamente che il polline arrivi a destinazione e per questo le piante devono produrre una gran mole di polline.
L'impollinazione anemofila può comunque determinare degli adattamenti morfologici per disperdere e/o attrarre al meglio i granuli pollinici: gli stami possono presentare filamenti allungati e quindi a maturità esporre le antere al di fuori del fiore; il gineceo può presentare uno stimma piumoso per meglio intercettare il polline. Molti dei pollini che causano allergie provengono da piante anemofile.

#### Impollinazione idrogama
L'impollinazione idrogama o idrofila è un metodo di trasporto del polline poco diffuso in cui il polline è distribuito dal flusso delle acque, in particolare nei fiumi e nei torrenti.  Spesso ad essere trasportati sono gli stami o i fiori maschili interi (se la specie è dioica): questi possono viaggiare sulla superficie dell'acqua per trasportare il polline secco da un fiore all'altro.
Un esempio è rappresentato da alcune piante acquatiche come Ceratophyllum o Vallisneria. In questa ultima specie i fiori maschili, giunti a maturazione, si staccano dalla pianta che li ha prodotti e vengono trasportati dalle correnti fino a contatto con i fiori femminili. La germinazione del polline è molto difficile in ambiente artificiale per garantire la germinazione solo sullo stimma della pianta. Dopo l'impollinazione il peduncolo fiorale si accorcia nuovamente, trascinando sott'acqua il frutto: una piccola capsula cilindrica contenente numerosi semi.
Altre modalità di impollinazione idrogama comprendono la distribuzione del polline in ambiente completamente sommerso (es. Posidonia) e la distribuzione del polline all'interno dell'acqua.

### Vettori biotici o Impollinazione zoogama
Più comunemente, l'impollinazione coinvolge gli impollinatori (detti anche pronubi): organismi che trasportano o spostano i granuli pollinici dall'antera di un fiore alla parte ricettiva del carpello o del pistillo (stigma) di un altro. Tra le 100.000 e le 200.000 specie di animali agiscono come impollinatori delle 250.000 specie di angiosperme del mondo. La maggior parte di questi impollinatori sono insetti, ma circa 1.500 specie di uccelli e mammiferi visitano i fiori e possono trasferire polline tra di loro. Oltre agli uccelli e ai pipistrelli che sono i visitatori più frequenti, sono noti come impollinatori lucertole, scimmie, lemuri, scoiattoli, roditori e opossum.
- insetti (impollinazione entomogama o entomofila)
- rettili (v. altre forme di impollinazione zoogama)
- uccelli (impollinazione ornitogama o ornitofila)
- pipistrelli (impollinazione chirotterogama)
- piccoli marsupiali e mammiferi (v. altre forme di impollinazione zoogama)
- molluschi (v. altre forme di impollinazione zoogama)
- uomo (via naturale e impollinazione artificiale)

L'impollinazione zoogama comprende tutte le forme di impollinazione mediate da animali.

#### Impollinazione ornitogama

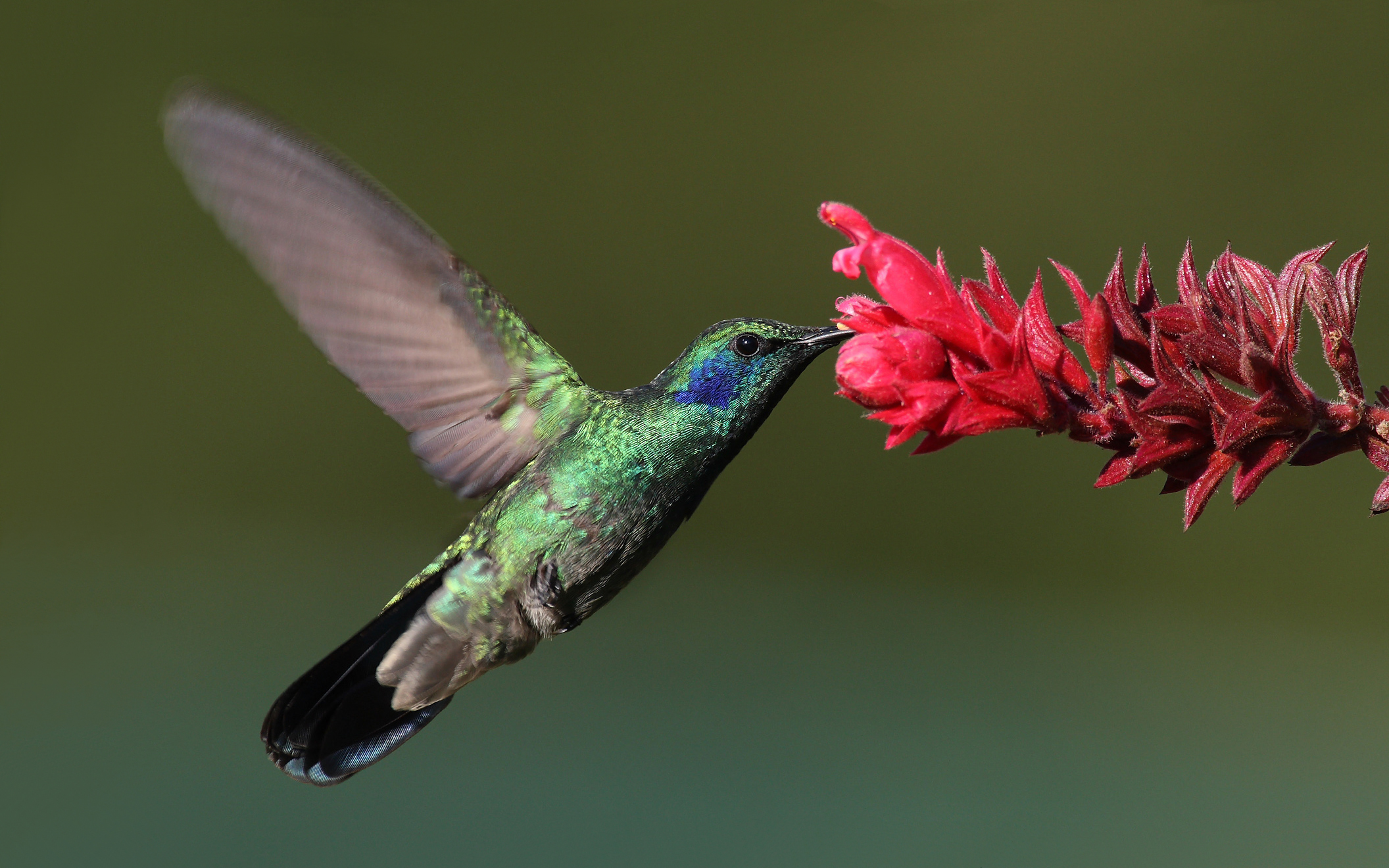
I colibrì sono tra le specie più frequentemente coinvolte nell'impollinazione ornitogama.

L'impollinazione ornitogama è quella in cui il vettore dell'impollinazione è rappresentato dagli uccelli. I fiori impollinati dagli uccelli hanno solitamente una colorazione molto vistosa (gialla o rossa) ed una abbondante produzione di nettare. Tra le specie che ricorrono a tale forma di impollinazione vi sono il banano, diverse specie di cactus, gli Hibiscus e molte altre.
Gli uccelli coinvolti in tale processo sono specie nettarivore, ossia si nutrono del nettare prodotto dai fiori introducendo il lungo becco nel calice del fiore. Tra di essi vi sono i colibrì (Trochilidae), gli honeyeaters australiani (Meliphagidae), le nettarinie africane (Nectariniidae) ed alcune specie di pappagalli della famiglia Psittacidae. La somiglianza tra queste specie per alcuni caratteri (becco sottile e allungato, attitudine al volo stazionario) è un tipico esempio di convergenza evolutiva, legata alle analoghe abitudini alimentari.

#### Impollinazione chirotterogama

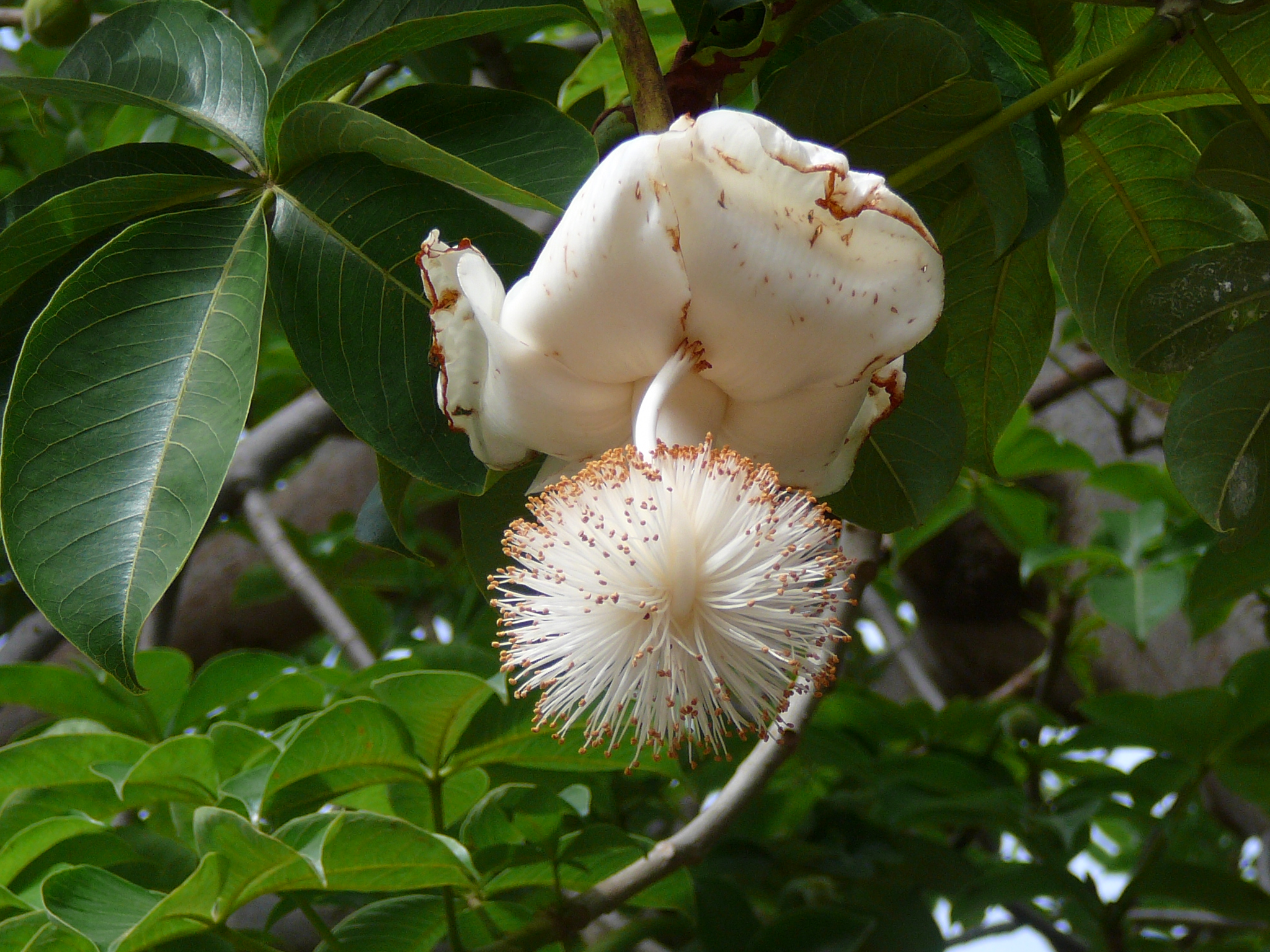
I fiori di Adansonia digitata sono impollinati da diverse specie di pipistrelli.

Nell'impollinazione chirotterogama il vettore dell'impollinazione è costituito dai pipistrelli.
Tale modalità è comune tra le piante i cui fiori si schiudono durante la notte. Tra di esse il baobab Adansonia digitata ed altre specie della famiglia Bombacaceae. Tra le specie di pipistrelli il cui coinvolgimento è stato convincentemente dimostrato vi sono Eidolon helvum, Epomophorus gambianus e Rousettus aegyptiacus.

#### Altre forme di impollinazione zoogama
Un ruolo minore nei processi di impollinazione zoogama è svolto da alcuni primati notturni o da piccoli marsupiali della famiglia Didelphidae, tutti dotati di piccole mani, con le quali aprono i fiori alla ricerca del nettare, e di un mantello peloso, al quale il polline aderisce.
Specie che svolgono funzione impollinatrice sono state descritte anche tra i sauri, in particolare tra le lucertole (p.es. Podarcis lilfordi), i gechi (p.es. il geco mauriziano Phelsuma ornata) e gli scinchi (p.es. Leiolopisma telfairii). Il ruolo dei sauri impollinatori, che lappano con la loro lingua il nettare, favorendo l'adesione del polline al muso e alle zampe, è particolarmente importante in alcune piccole isole, dove non esistono altre specie che possano assolvere questo ruolo.
È stata inoltre documentata, per alcune piante acquatiche ma anche per alcune specie terrestri quali Evolvulus nummularius (Convolvulaceae) e Chrysosplenium alternifolium (Saxifragaceae), un'impollinazione mediata da molluschi gasteropodi (malacofilia).

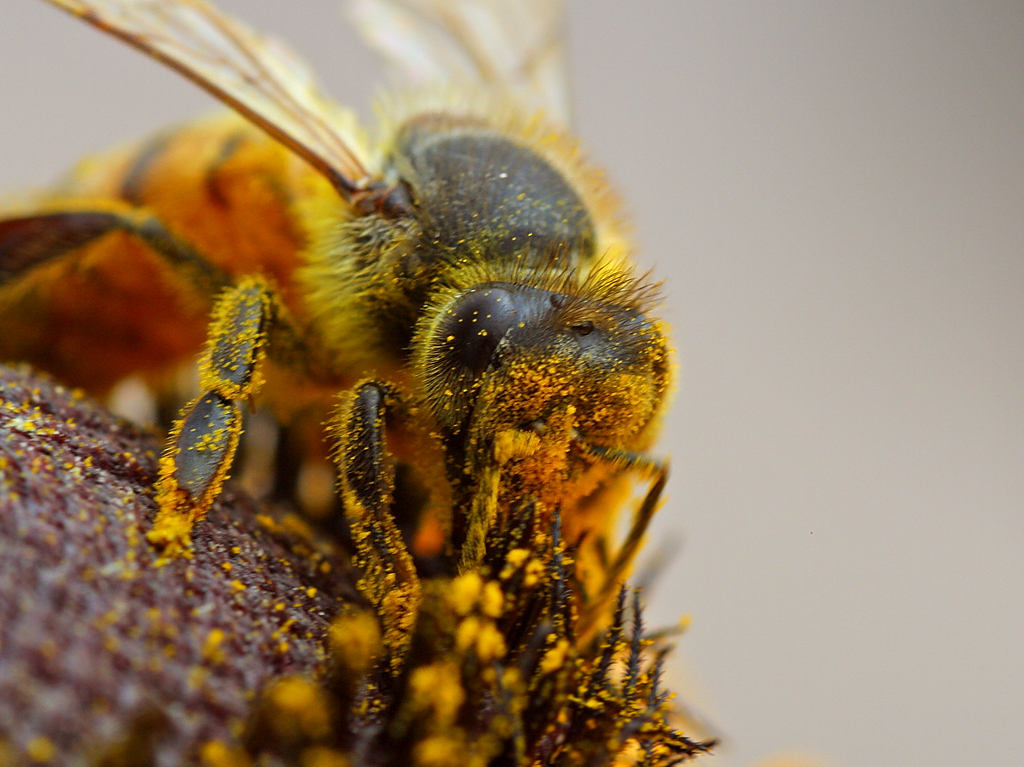
Un'ape coperta di polline su un fiore.

## Storia
«L'impollinazione era stata già descritta da Filippo Buonanni della Compagnia di Gesù (1638-1725) prefetto della biblioteca del Collegio Romano e direttore del Museo Kircheriano, che nel 1691 aveva pubblicato un libro in cui polemizza col Redi, sostenendo la generazione spontanea. Fra le osservazioni microscopiche descritte in quest'opera è, appunto, la presenza di granuli di polline sullo stigma dei fiori; il Buonanni non diede però alcuna interpretazione del fenomeno.»
Alcuni importanti studi sull'impollinazione sono stati compiuti da Sir John Lubbock, scienziato pupillo di Charles Darwin: per esempio, scoprì tramite lo studio dei fiori di due varietà di Lobelia dalla colorazione rispettivamente rossa e blu che le api avevano una netta predilezione per i fiori dal colore blu. La scoperta principale fu senz'altro di capire che il lavorio degli insetti non era solo un'attività che procurava loro il cibo, ma era funzionale alle piante stesse.

### Impollinazione entomogama

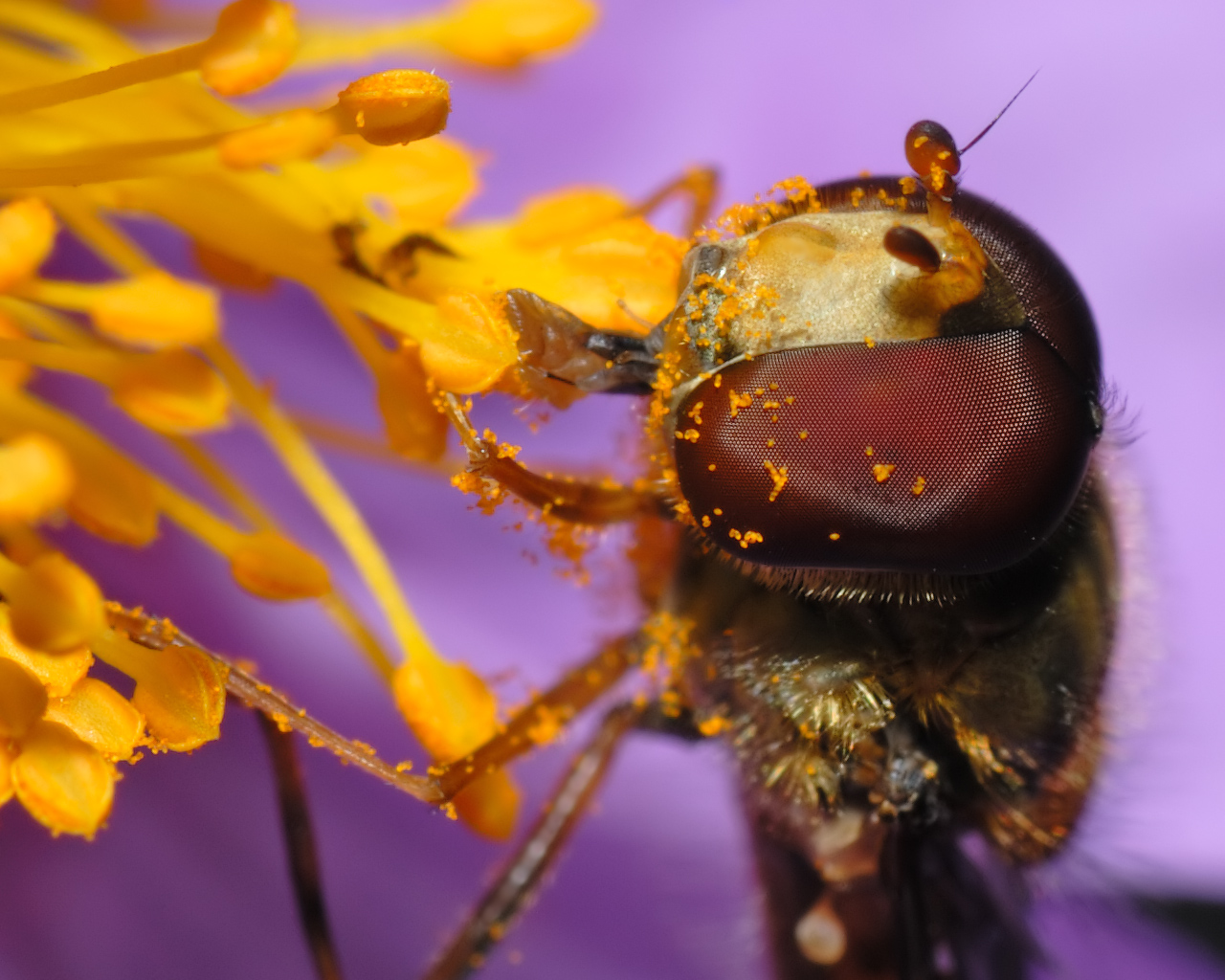
Impollinazione entomogama di Cistus incanus da parte di un dittero (Episyrphus balteatus).

Per impollinazione entomogama o entomofila si intende il processo di impollinazione portato avanti da insetti. Questo tipo di impollinazione è effettuata soprattutto da api, farfalle, falene, ditteri e coleotteri.
La coevoluzione di piante ed animali impollinatori ha portato in molti casi ad una strettissima interdipendenza. Le specie entomofile possono presentare specifici adattamenti volti ad attirare con maggiore efficacia gli insetti impollinatori come ad esempio il colore, il profumo, il nettare. Le piante inducono gli animali ad impollinarle offrendo loro un premio oppure ingannandoli (es. nelle Orchidee).
In agricoltura gli impollinatori promuovono una più ricca e migliore produzione e in certi casi la rendono possibile (senza di essi non avremmo ciliegie, mele, meloni e zucchine). Gli impollinatori possono essere selvatici, come i bombi, o allevati dall'uomo, come le api. Gli insetticidi, se male usati, li uccidono in massa, impedendo loro di dare il prezioso, e spesso insostituibile, contributo alla produzione agricola.

### Impollinazione artificiale
L'impollinazione artificiale (detta anche manuale o meccanica) è una tecnica utilizzata in agricoltura quando l'impollinazione spontanea è insufficiente, ed avviene grazie al trasferimento manuale del polline per mezzo di appositi pennelli o direttamente strofinando i fiori maschili sugli stigmi dei fiori femminili.
Il ricorso a tali tecniche può essere reso necessario dalla mancanza di impollinatori naturali, dovuta alla coltivazione di specie al di fuori della loro area di origine (come per esempio nel caso della Vanilla planifolia), oppure può essere legata a necessità di selezione di una specifica varietà, o ancora può essere un modo per supplire alla carenza di impollinatori conseguente all'uso intensivo di fitofarmaci (vedi Sindrome dello spopolamento degli alveari). Questo tipo di impollinazione viene utilizzata anche per effettuare incroci selezionati su piante precedentemente emasculate.